# بخش ریواری
بخش ریواری (به انگلیسی: Rewari district) یک منطقهٔ مسکونی در هند است که در Gurugram division واقع شده‌است. بخش ریواری ۱٬۵۹۴ کیلومتر مربع مساحت و ۹۰۰٬۳۳۲ نفر جمعیت دارد.